# Essad
Essad ist ein männlicher Vorname.

## Herkunft und Bedeutung
Essad ist eine deutsche Transkription für osmanisch اسعد, DMG Esʿad. Der Name kommt von arabisch اسعد, DMG Asʿad und bedeutet "sehr glücklich, überaus glücklich, Glücklichster".

## Varianten
- albanisch: Esat, Esad
- arabisch: أسعد, DMG Asʿad
- bosnisch: Esad
- nordaserbaidschanisch: Əs’əd
- persisch: اسعد, DMG Asʿad
- südaserbaidschanisch: اسعد, DMG Äsʿäd
- türkisch: Esat
- urdu: اسعد, DMG Asʿad

## Namensträger
- Essad Bey (alias Lev Nussimbaum) (1905–1942), jüdischer Islam-Konvertit und Schriftsteller
- Essad Pascha Toptani (1863–1920), osmanischer Militär und albanischer Politiker